# Edward Małolepszy
Edward Małolepszy (ur. 22 maja 1923 w Staropolu, zm. 17 marca 2017 w Łodzi) – polski technik włókiennik i polityk, poseł na Sejm PRL IV kadencji.

## Życiorys
Uzyskał wykształcenie średnie, z zawodu technik włókiennik. Był zatrudniony w Zakładach Przemysłu Pończoszniczego „Sandra” w Aleksandrowie Łódzkim, gdzie przewodniczył radzie zakładowej. Zasiadał przez w Miejskiej Radzie Narodowej w Aleksandrowie Łódzkim, był też działaczem społecznym regionu łódzkiego. Należał do Polskiej Zjednoczonej Partii Robotniczej. Z jej ramienia w 1965 uzyskał mandat posła na Sejm PRL w okręgu Pabianice. W parlamencie zasiadał w Komisji Handlu Wewnętrznego oraz w Komisji Przemysłu Lekkiego, Rzemiosła i Spółdzielczości Pracy.
Otrzymał honorowe obywatelstwo Łodzi. Pochowany 24 marca 2017 na cmentarzu ewangelicko-augsburskim przy ulicy Ogrodowej w Łodzi.

## Życie prywatne
Syn Michała i Bronisławy. Przez 72 lata żonaty z Walentyną, z którą miał trzy córki: Halinę, Katarzynę i Annę.

## Odznaczenia
- Krzyż Kawalerski Orderu Odrodzenia Polski (1979)
- Złoty Krzyż Zasługi
- Srebrny Krzyż Zasługi
- Medal za Długoletnie Pożycie Małżeńskie (1994)[3]
- Odznaka 1000-lecia Państwa Polskiego (1966)[4]